# Elleanthus gastroglottis
Elleanthus gastroglottis är en orkidéart som beskrevs av Rudolf Schlechter. Elleanthus gastroglottis ingår i släktet Elleanthus och familjen orkidéer. Inga underarter finns listade i Catalogue of Life.